# Werner Tübke

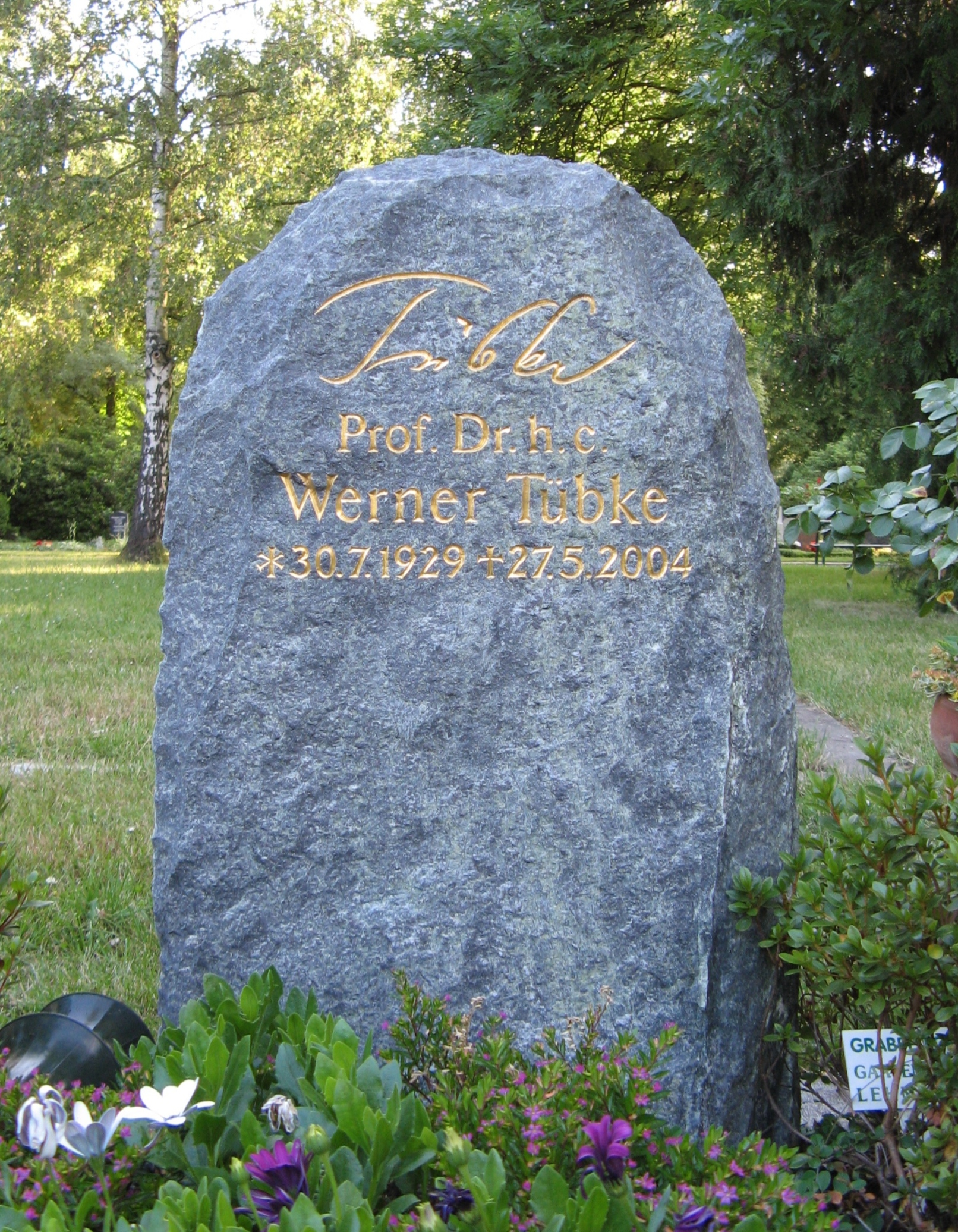
Tumba de Tübke en el Südfriedhof (Cementerio del sur) de Leipzig.

Werner Tübke (Schönebeck (Elba), cerca de Magdeburgo, 30 de julio de 1929- Leipzig, 27 de mayo de 2004) fue un pintor y artista gráfico alemán. Fue uno de los pintores más destacados de la RDA y junto a Bernhard Heisig, Wolfgang Mattheuer y Heinz Zander perteneció a la Escuela de Leipzig. Tübke se hizo famoso especialmente por el Bauernkriegspanorama (Panorama de la revuelta campesina) en Bad Frankenhausen sobre la guerra de los campesinos alemanes del siglo XVI. 

## Biografía
Después de estudiar pintura en Schönebeck, estuvo formándose desde 1948 hasta 1953: en la Escuela de Artes Aplicadas de Magdeburgo, en la Escuela Superior de Artes Gráficas y Diseño de Libros de Leipzig y, posteriormente, educación y psicología artísticas en la Universidad de Greifswald. Trabajó a partir de 1964 como profesor adjunto en la Escuela Superior de Arte Gráfico y Diseño de Libros de Leipzig; años más tarde sería rector de esta institución (1973-1976). A principios de los años setenta viajó a Italia, conociendo así de primera mano a la pintura clásica, lo que influiría en su trabajo posterior. Tübke participó como representante de la RDA en documenta 3 (1964) y 6 (1977) de Kassel. En 1984 dio clases en la Academia de Verano de Salzburgo. Tübke fue enterrado en el cementerio del sur de Leipzig. 

## Estilo
Realiza sobre todo cuadros y pinturas murales de gran tamaño. Su principal género es la pintura de historia, en concreto la historia socialista. Su estilo se aparta del realismo socialista con el que se le suele relacionar, sino con un realismo mágico con corrientes surrealistas. Consideraba que sus modelos artísticos eran Lucas Cranach y Alberto Durero, siendo evidente en su obra la influencia de los maestros antiguos como los mencionados, El Bosco, Andrea Mantegna y Pedro Pablo Rubens. El estilo de Tübke destacó por su distorsión manierista, hasta el punto de ser considerado «virtuoso neomanierista» y las figuras a menudo vestidas a la antigua.

## Obras

### Pintura
La lista de obras de Tübke comprende varios miles de dibujos, más de 500 acuarelas y 353 pinturas. Su obra más conocida es el Panorama de la revuelta campesina o La temprana revolución burguesa de Alemania(1983-1989), realizado en Bad Frankenhausen con varios ayudantes. Tiene unas dimensiones de 1.722 metros cuadrados, por lo que se considera que es la pintura al óleo más grande del mundo.
Otras obras:
- El jefe de la brigada ganadera Bodlenkow, 1962
- Vorfassung mit Kogge (Esbozo preliminar con Kogge, 1978) en técnica mixta sobre tabla, así como Mahnung (Aviso, 1966) temple sobre lienzo, ambas en el Museo de la catedral de Würzburgo.
- Retrato de un terrateniente siciliano con marionetas, 1972, óleo sobre tela, Gemäldegalerie Neue Meister, Dresde
- Muerte en Venecia
- Retablo en la iglesia de San Salvador en Clausthal-Zellerfeld, 1997; le hizo más conocido también en la parte occidental de Alemania.
- Requiem, 1965

### Libros
- Werner Tübke: Methodisches Handbuch. Mitteldeutscher Verlag, 1954
- Werner Tübke: Reformation, Revolution. Panorama Frankenhausen. Monumentalbild. Verlag der Kunst, Dresde 1988, ISBN 3-364-00043-3,
- Werner Tübke: Ich fange mit dem Himmel an. Aquarelle und Texte. Büchergilde Gutenberg, Fráncfort del Meno 1991, ISBN 3-7632-3974-X
- Werner Tübke: Handzeichnungen und Aquarelle. Seemann Nachfolger Verlag, Leipzig 1992
- Werner Tübke: Das malerische Werk, Verzeichnis der Gemälde 1976 bis 1999. Husum 1999, ISBN 90-5705-136-2
- Werner Tübke: Aquarelle. Philo Verlagsgesellschaft, 2004, ISBN 3-364-00405-6

## Filmografía
- (1987): “Tübkes theatrum mundi” (60 min.)
- (1988): "Schlacht am Bild" (20 min.)
- (1991): "Werner Tübke. Vom Abenteuer der Bildfindung." (60 min.)
- (1999): "Der Maler Werner Tübke. Bilderwelten eines grossen Meisters."
- (2002): »Zeugen des Jahrhunderts«.
- (2004): »1000 Meisterwerke«.